# Schlüsslberg
Schlüsslberg (Schlüßlberg) är en ort och kommun i Österrike. Den ligger i distriktet Grieskirchen i förbundslandet Oberösterreich, 190 kilometer väster om huvudstaden Wien.
Kommunen består av 41 orter (Ortschaften) (inom parentes invånarantal 1 januari 2024):

- Aigendorf (23)
- Alte Rosenau (116)
- Am Kröpflmühlerberg (35)
- Anzenberg (14)
- Atschenbach (3)
- Au (105)
- Brandhof (171)
- Buchet (20)
- Dingbach (45)
- Dingberg (15)
- Fischleithen (86)
- Fürth (75)
- Gewerbepark (6)
- Haid (16)
- Handelspark (0)
- Hiererberg (19)
- Hiering (16)
- Hornesberg (11)
- Kehrbach (48)
- Kochlöffleck (19)
- Kröpflmühle (48)
- Kumpfhub (6)
- Margarethen (28)
- Mitterndorf (25)
- Niederndorf (32)
- Oberschaffenberg (47)
- Parz (13)
- Pühret (21)
- Rosenau (280)
- Rosengarten (48)
- Schaffenberg (74)
- Schlüßlberg (890)
- Schnölzenberg (34)
- Sonnwies (51)
- Straßfeld (241)
- Tegernbach (58)
- Thal (8)
- Trattenegg (66)
- Unternberg (40)
- Weinberg (127)
- Wintersberg (93)